# روي ديكارافا
روي رودلف ديكارافا (بالإنجليزية: Roy DeCarava)‏ ولد في 9 ديسمبر عام 1919 وتوفي في 27 أكتوبر عام 2009) كان فنانًا أمريكيًا أفريقيًا. تلقى ديكارافا إشادة نقدية مبكرة على أعماله التصويرية، إذ كان بعمل في بادئ الأمر على تصوير حياة الأمريكيين الأفارقة وموسيقي الجاز في المجتمعات التي كان يعيش ويعمل فيها. عُرف ديكارافا على مدى مسيرته التي امتدت نحو ستة عقود بأنه مؤسس في مجال التصوير الفوتوغرافي التشكيلي الأبيض والأسود، داعيًا إلى نهج وسطانيّ قائم على القيمة الداخلية للفرد، وذاتية الحس الإبداعي، والتي كان منفصلة ومتمايزة عن نمط «التصوير الوثائقي الاجتماعي» لعديدٍ من سابقيه.

## النشأة والتعليم
ولد روي ديكارافا في حي هارلم بمدينة نيويورك في 9 ديسمبر عام 1919. بلغ ديكارافا سن الرشد خلال نهضة هارلم، حين ازدهر النشاط الفني والإنجازات بين صفوف الأمريكيين الأفارقة عبر الفنون الأدبية والموسيقية والدرامية والبصرية. بعد تخرجه من مدرسة تيكستايل الثانوية في نيويورك عام 1938، بدأ ديكارفا العمل بشكل مستقل فنانًا مرئيًا. واصل تعليمه الرسمي في كلية كوبر يونيون بين عامي 1938 و1940، حيث درس الرسم والعمارة والنحت. توسع ديكارافا في تدريبه المبكر في مركز هارلم للفنون بين عامي 1940 و1940، وكذلك في مدرسة جورج واشنطن كارفر للفنون، حيث بدأ تجربة الطباعة إلى جانب الرسم. بدأ ديكارافا في البداية باستخدام التصوير كوسيلة للتسجيل ومرجًا للوحاته، إلا أنه كان مفتونًا بالمنهج الوسطاني حتى بدأ يكرس كل وقته له، وأيد التصوير الجيلاتيني الفضي الأبيض والأسود بكونه شكلًا فنيًا قائمًا بذاته استخدم كاميرته لإنتاج دراسات مدهشة حول الحياة اليومية في هارلم، ملتقطًا تراكيب متنوعة للحي، ومشاهد إبداعية تصوّر نهضة هارلم مقاومًا التسييس الصريح، استخدم ديكارافا التصوير لمواجهة ما وصفه بـ «عدم تصوير الأفارقة بشكل فني وجدّي».
جُنّد ديكارافا في الجيش عام 1942، حيث أُرسل بدايةً إلى فيرجينيا ومن ثم إلى فورت كليبورن في لويزيانا، في الجنوب الأمريكي القابع تحت قوانين جيم كرو. واجه ديكارافا عنصرية شديدة لدرجة الانهيار. في مقالٍ لبيتر غالاسي لمتحف الفن الحديث، استرجع الفنان قائلًا «المكان الوحيد الذي لم يكن به فصل عنصري في الجيش كان جناح الأمراض النفسية في المستشفى. كنت هناك لمدة شهر تقريبًا. لقد كنت في الجيش لمدة ستة أو سبعة أشهر تقريبًا، لكن الكوابيس حوله طاردتني لعشرين سنة».

## مسيرته في تصوير الفنون الجميلة
أنتج ديكارافا 5 كتب في الفن، شملت «الصوت الذي رأيته» و«ورقة الحياة الحلوة»، فضلًا عن كتالوجات متحف تاريخية ومسوحات استرجاعية من منظمة فريندز أوف فوتوغرافي ومتحف الفنون الجميلة في نيويورك. تحت رعاية ما لا يقل عن 15 معرضًا فنيًا مستقلًا، كان ديكارافا أول مصور أمريكي من أصل أفريقي يفوز بزمالة غوغنهايم، وكنتيجة للزمالة، تمكن من تصوير مجتمعه ومدينة نيويورك لمدة عام؛ التعبير عن انطباعات مبدعة مبكرة من خلال عملية الجيلاتين الفضي الأبيض والأسود. كان أول معرض صور له عام 1950 في صالة الشارع الرابع والأربعين في مدينة نيويورك، وسرعان ما أوجد مرشدًا في إدوارد ستايشين، مدير التصوير الفوتوغرافي في متحف الفن الحديث. تدريجيًا، عرف ديكارافا بتفانيه في مجال الفن البصري وبصمته فيه، بما في ذلك العديد من الصور المميزة بالأبيض والأسود مستخدمًا التصوير بالجيلاتين الفضي، مصوّرًا الموسيقيين الأمريكيين العظماء. ظهر أيضًا في عدد من أغلفة الألبومات، مثل بورجي أند بيسل لمايلز دافيس، وبليس ذيس هاوس لماهاليا جاكسون، وفلامينكو فاير لكارلوس مونتويا، وبيغ بيلز بلو لبيغ بيل بيرونزي. حصل ديكارافا على شهادات شرفية من كلية رود آيلاند للتصميم، ومعهد ماريلاند للفنون، وجامعة ويسليان، والمدرسة الجديدة للبحوث الاجتماعية، ومدرسة بارسونز للتصميم، ومعهد الفنون في بوسطن لإسهاماته في الفن الأمريكي.